# Hyphessobrycon acaciae
Hyphessobrycon acaciae is een straalvinnige vissensoort uit de familie van de karperzalmen (Characidae). De wetenschappelijke naam van de soort is voor het eerst geldig gepubliceerd in 2010 door García-Alzate, Román-Valencia & Prada-Pedreros.
De typelocatie (4°04’N, 72°57’W) van deze in 2010 beschreven vis is de gemeente Acacías in het Meta departement van centraal Colombia en de vis is alleen uit die streek bekend, het stroomgebied van de Rio Guarnal. Het is een klein visje, het holotyoe meet 2.74 cm in lengte. De vis bezit een donkere laterale band en vier simpele stralen in zijn staartvin in plaats van de meer gebruielijke drie.